# Blace (Srbsko)
Blace (v srbské cyrilici Блаце) je obec v Srbsku. Počet obyvatel města v roce 2011 činil 5 253 obyvatel. Administrativně je součástí stejnojmenné opštiny, která se nachází v Toplickém okruhu. Nachází se jižně od pohoří Jastrebac, v severozápadní části kotliny řeky Toplica v jižním Srbsku.
V Srbsku je obec známá díky festivalu Dny švestky, resp. Šljivijadě.
Obcí prochází silnice první třídy ve směru Prokuplje–Kruševac. Železniční napojení Blace nemá; nejbližší nádraží se nachází v obci Beloljin, kudy vede trať Doljevac–Kosovo Polje.